# پرتوسیو
پرتوسیو (به ایتالیایی: Pertusio) یک کومونه در ایتالیا است که در استان تورین واقع شده‌است.

## خصوصیات
پرتوسیو ۴٫۰ کیلومترمربع مساحت و ۷۳۶ نفر جمعیت دارد.